# Podospora fimicola
Podospora fimicola är en svampart som beskrevs av Ces. Podospora fimicola ingår i släktet Podospora och familjen Lasiosphaeriaceae.   Inga underarter finns listade i Catalogue of Life.
I den svenska databasen Dyntaxa används istället namnet Podospora fimiseda för samma taxon.  Arten är reproducerande i Sverige.